# Gliese 849 b
Gliese 849 b (GJ 849 b) ist ein Exoplanet um den Roten Zwerg Gliese 849.
Der Planet umkreist seinen Stern mit einer Umlaufperiode von knapp 2000 Tagen in einer Entfernung von ca. 2,35 Astronomischen Einheiten und hat eine Mindestmasse von 0,82 Jupitermassen (ca. 260 Erdmassen). Die Entdeckung des Objekts mit Hilfe der Radialgeschwindigkeitsmethode wurde im Jahr 2006 publiziert.